# Am I Evil?
Am I Evil? (engl. Bin ich böse?) ist ein Lied der englischen Heavy-Metal-Band Diamond Head. Es wurde im Jahre 1980 auf ihrem Debütalbum Lightning to the Nations veröffentlicht. Bekannt wurde das Lied durch die Coverversion der Metal-Band Metallica.

## Original von Diamond Head
Das Lied wurde vom Sänger Sean Harris und dem Gitarristen Brian Tatler geschrieben. Tatler hatte bereits im Jahre 1978 die Idee für ein Riff, das während der Strophen gespielt wird. Laut Tatler arbeitete die Band über ein Jahr daran, das Lied fertigzustellen. Das Intro basiert auf Gustav Holsts Suite Die Planeten. In dem Lied geht es um einen Mann, dessen Mutter als Hexe verbrannt wurde und sich rächen will. Dabei fragt er sich, ob er deswegen böse sei.
Das Album Lightning to the Nations erschien im Oktober 1980. Auf dem zweiten Album von Diamond Head Borrowed Time ist eine neu aufgenommene Version des Liedes zu hören. Das Lied wurde in den Computerspielen Guitar Hero: Metallica und Brütal Legend verwendet. Außerdem ist das Lied im 2009 erschienenen Horrorfilm Halloween II zu hören.

## Coverversion von Metallica
Metallica begann im Jahre 1982 das Lied bei seinen Konzerten zu covern. Als die Band im Jahre 1984 ihr Album Ride the Lightning aufnahm, nahmen sie auch das Lied Am I Evil? auf. Es wurde, zusammen mit einer Coverversion des Liedes Blitzkrieg von der Band Blitzkrieg als B-Seite der Single Creeping Death verwendet. Darüber hinaus wurde das Lied auf der im Jahre 1988 erschienenen Wiederveröffentlichung des Debütalbums Kill ’Em All sowie auf dem 1998 erschienenen Album Garage Inc. veröffentlicht.
Am I Evil? entwickelte sich zu einem festen Bestandteil von Metallica-Konzerten und wird zumeist als Zugabe gespielt. In den späteren 1980er und frühen 1990er Jahren tauschten die Musiker dabei die Instrumente. So übernahm Schlagzeuger Lars Ulrich den Gesang und Sänger James Hetfield das Schlagzeug. Ebenso tauschten der Gitarrist Kirk Hammett und der damalige Bassist Jason Newsted ihre Instrumente. Bei einigen Konzerten spielte Metallica das Lied mit Musikern von Diamond Head. Am 22. Juni 2010 spielte Metallica beim Sonisphere Festival im Wassil-Lewski-Nationalstadion in Sofia das Lied zusammen mit den Musikern der Bands Anthrax, Megadeth und Slayer. Die Aufnahme wurde auf der DVD The Big Four Live from Sofia, Bulgaria veröffentlicht.
Das US-amerikanische Onlinemagazin Loudwire bezeichnete Am I Evil? als die beste Coverversion, die Metallica je aufgenommen hat. Metallicas Version von Am I Evil? wird in den Computerspielen Rock Revolution und The Neverhood verwendet.

## Weitere Coverversionen
Beatallica nahm ein Mashup der Lieder Am I Evil? und des Beatles-Liedes And I Love Her auf. Die Band nannte das Lied And I’m Evil, und es erschien auf dem im Jahre 2009 veröffentlichten Album Masterful Mystery Tour.